# 푼드라
푼드라(산스크리트어: पुण्ड्र) 또는 푼드라바르다나(산스크리트어: पुण्ड्रवर्धनः)는 서부 벵갈, 방글라데시 그리고 푸르니아 현재의 비하르에 위치한 동부 왕국이었다. 그들의 근원은 텔란가나이며 푼디르가 대 푼드라 왕조의 후예이다. 푼드라 왕은 크리슈나에 도전하였다. 그는 스스로를 파운드라카 바수데바라 불렀다. 후에 그는 크리슈나에 의해 전장에서 피살되었다. 5개의 동부 왕국 앙가, 방가, 칼링가, 푼드라와 수흐마의 창건자는 같은 조상을 공유하였다. 